# William Robertson Smith
William Robertson Smith (8. november 1846 i Aberdeenshire i Skotland – 31. marts 1894) var en filolog, fysiker, arkæolog og bibelkritiker. Han er mest kendt for sit arbejde med Encyclopædia Britannica og for bogen Religion of the Semites, som bliver betragtet som et grundlæggende skrift i den sammenlignelige religionsvidenskab.